# 현하롤드
현하롤드(玄-, 1909년 7월 11일 ~ 1976년 3월 1일), 본명 해럴드(하롤드) 윌리엄 헨리(Harold William Henry)는 미국 출신으로 한국에서 활동한 가톨릭 성직자였다.
1909년 미국 미네소타주 출신으로 1932년 12월 21일 성골롬반 선교회에서 사제수품을 받고 1933년 10월 한국에 입국하였다. 1950년 7월 한국전쟁 중 북한군에 피랍·살해된 브레난 안 교구장의 뒤를 이어 광주지목구장 서리가 되었고, 1954년 10월 3일 광주지목구장(교구장)에 취임하였다. 1957년 1월 광주교구가 대목구로 승격한 이후 동년 5월 하롤드 신부는 주교 수품을 받았고, 1962년에는 정식 대교구가 됨에 따라 하롤드 주교가 대주교로 임명되었다. 1971년 광주대주교직을 사임하고(후임 한공렬 베드로 대주교), 제주지목구장에 취임하였다. 같은 날 교황청에서 누미디아 투부내(현 알제리)의 명의 주교좌로 임명되었다. 제주지목구장으로 봉직 중 76년 3월 1일 선종하였다.